# Chorocaris
Chorocaris is een geslacht van kreeftachtigen uit de klasse van de Malacostraca (hogere kreeftachtigen).

## Soorten
- Chorocaris chacei (Williams & Rona, 1986)
- Chorocaris parva Komai & Tsuchida, 2015
- Chorocaris paulexa Martin & Shank, 2005
- Chorocaris vandoverae Martin & Hessler, 1990
- Chorocaris variabilis Komai & Tsuchida, 2015